# Командный чемпионат Европы по лёгкой атлетике 2021
Командный чемпионат Европы по лёгкой атлетике 2021 года прошёл 29—30 мая в польском Хожуве на стадионе «Шлёнски». На старт в рамках Суперлиги (главного дивизиона турнира) вышли 7 сильнейших сборных континента. В соревнованиях участвовал 361 легкоатлет (183 мужчины и 178 женщин). На протяжении двух дней участники боролись за командные очки в 40 легкоатлетических дисциплинах.
Сборная Украины, которая должна была стать восьмой участницей турнира, снялась с соревнований за 4 дня до старта в связи с положительными тестами на COVID-19 у двух членов команды. Заболевшие спортсмены контактировали с другими легкоатлетами из сборной на тренировочной базе в Луцке, поэтому существовал риск выявления новых случаев коронавируса.
В те же сроки в румынской Клуж-Напоке состоялись соревнования в Первой лиге, в болгарской Стара-Загоре — во Второй лиге и в Лимасоле (Кипр) — в Третьей лиге.
Изначально право проведения командного чемпионата Европы получил белорусский Минск. Однако в ноябре 2020 года Европейская легкоатлетическая ассоциация перенесла турнир в польский Хожув «по техническим причинам». Таким образом, Польша принимала соревнования во второй раз подряд. В Белорусской федерации лёгкой атлетики пояснили, что сами отказались от проведения чемпионата из-за отсутствия интереса и его недостаточной экономической рентабельности вследствие переноса Олимпийских игр на 2021 год. Неофициально отмена состязаний в Минске связывалась с масштабными протестами в Белоруссии, проходившими в стране с августа 2020 года после опубликования итогов президентских выборов.
Сборная России не была допущена к участию в двух предыдущих розыгрышах (2017 и 2019) в связи с дисквалификацией из-за допингового скандала. Таким образом, она без борьбы потеряла место в Суперлиге и Первой лиге, а в 2021 году могла выступить во Второй лиге, но только в случае восстановления прав национальной федерации. Однако на момент старта чемпионата решение World Athletics об отстранении российских легкоатлетов оставалось в силе, поэтому команда вновь не была допущена до соревнований и не имела шансов побороться за повышение в классе.

## Суперлига
Наиболее заметными индивидуальными выступлениями отметились немецкие метатели копья. Йоханнес Феттер в первой попытке совершил бросок на 94,24 м, а во второй отправил снаряд ещё дальше — 96,29 м. Данный результат стал третьим в мировой истории после мирового рекорда Яна Железны (98,48 м) и личного достижения самого Феттера (97,76 м). От дальнейших попыток немец отказался из-за дискомфорта в правом бедре. Его соотечественница Кристин Хуссонг выиграла соревнования с результатом 69,19 м — 21-м в мировой истории. Дальше Хуссонг совершали попытки всего 7 женщин.
Рекорды чемпионата также установили Йеманеберхан Криппа в беге на 5000 метров (13.17,23) и Павел Файдек в метании молота (82,98 м).

### Командное первенство
В Суперлиге 2021 года должны были выступить 8 европейских сборных: первые 7 по итогам прошлого чемпионата и победитель Первой лиги 2019 года (Португалия). На старт вышли 7 из них: сборная Украины не приехала в Хожув из-за положительных тестов на COVID-19 у двух членов команды. Со следующего розыгрыша в 2023 году в очередной раз менялся состав лиг. Вместо Суперлиги создавался Первый дивизион из 16 команд, поэтому в 2021 году ни одна сборная не теряла своё место в высшем классе (за исключением Украины — так как она не вышла на старт).
Сборная Польши во второй раз выиграла командный зачёт. Как и 2 года назад, победа вновь была одержана на родной земле. Германия, лидировавшая после первого дня с 5-очковым преимуществом, в итоге осталась за пределами тройки сильнейших (впервые в истории).
Италия показала свой лучший результат на командных чемпионатах Европы, впервые попав в число призёров. Прежде лучшим достижением этой сборной было 4 место в 2019 году.
| Место | Команда        | Очки  |
| ----- | -------------- | ----- |
| 1     | Польша         | 181,5 |
| 2     | Италия         | 179   |
| 3     | Великобритания | 174   |
| 4     | Германия       | 171   |
| 5     | Испания        | 167   |
| 6     | Франция        | 140   |
| 7     | Португалия     | 97,5  |

### Сильнейшие в отдельных видах — мужчины
Сокращения: WR — мировой рекорд | ER — рекорд Европы | NR — национальный рекорд | CR — рекорд чемпионата

| Дисциплина                          | 1-е место                                                                   | 1-е место          | 2-е место                                                            | 2-е место          | 3-е место                                                                         | 3-е место          |
| ----------------------------------- | --------------------------------------------------------------------------- | ------------------ | -------------------------------------------------------------------- | ------------------ | --------------------------------------------------------------------------------- | ------------------ |
| 100 м (ветер: −0,5 м/с)             | Мухамаду Фалл Франция                                                       | 10,28              | Лоренцо Патта Италия                                                 | 10,29              | Лукас Анса-Пепра Германия                                                         | 10,35              |
| 200 м (ветер: −1,0 м/с)             | Эсеоса Десалу Италия                                                        | 20,48              | Хесус Гомес Испания                                                  | 20,87              | Оуэн Анса Германия                                                                | 20,96              |
| 400 м                               | Томас Жордье Франция                                                        | 45,65              | Кэмерон Чалмерс Великобритания                                       | 45,89              | Давиде Ре Италия                                                                  | 45,90              |
| 800 м                               | Джейк Уайтмен Великобритания                                                | 1.45,71            | Мариано Гарсия Испания                                               | 1.46,45            | Матеуш Борковский Польша                                                          | 1.46,66            |
| 1500 м                              | Роберт Фаркен Германия                                                      | 3.56,64            | Хесус Гомес Испания                                                  | 3.56,79            | Михал Розмыс Польша                                                               | 3.57,13            |
| 3000 м                              | Исаак Надер Португалия                                                      | 8.31,26            | Янн Шрюб Франция                                                     | 8.31,82            | Адель Мешааль Испания                                                             | 8.32,08            |
| 5000 м                              | Йеманеберхан Криппа Италия                                                  | 13.17,23 CR        | Юго Ай Франция                                                       | 13.17,95           | Карлос Майо Испания                                                               | 13.18,15           |
| 3000 м с препятствиями              | Фернандо Карро Испания                                                      | 8.39,67            | Мехди Бельхадж Франция                                               | 8.40,03            | Осама Дзоглами Италия                                                             | 8.40,41            |
| 110 м с барьерами (ветер: −0,3 м/с) | Асьер Мартинес Испания                                                      | 13,43              | Дэвид Кинг Великобритания                                            | 13,63              | Дамьян Чикер Польша                                                               | 13,65              |
| 400 м с барьерами                   | Алессандро Сибилио Италия                                                   | 49,70              | Алистер Чалмерс Великобритания                                       | 49,95              | Людви Вайян Франция                                                               | 50,76              |
| Прыжок в высоту                     | Норберт Кобельский Польша                                                   | 2,24 м             | Уильям Гримси Великобритания                                         | 2,24 м             | Фальк Вендрих Германия                                                            | 2,20 м             |
| Прыжок с шестом                     | Роберт Собера Польша                                                        | 5,65 м             | Харри Коппелл Великобритания                                         | 5,55 м             | Олег Церникель Германия                                                           | 5,55 м             |
| Прыжок в длину                      | Филиппо Рандаццо Италия                                                     | 7,88 м (−0,5 м/с)  | Фабиан Хайнле Германия                                               | 7,82 м (−0,8 м/с)  | Огюстен Бей Франция                                                               | 7,75 м (−0,3 м/с)  |
| Прыжок в длину                      | Филиппо Рандаццо Италия                                                     | 7,88 м (−0,5 м/с)  | Фабиан Хайнле Германия                                               | 7,82 м (−0,8 м/с)  | Эусебио Касерес Испания                                                           | 7,75 м (−0,7 м/с)  |
| Тройной прыжок                      | Макс Хесс Германия                                                          | 17,13 м (−0,7 м/с) | Педро Пичардо Португалия                                             | 17,01 м (−0,1 м/с) | Пабло Торрихос Испания                                                            | 16,93 м (−0,4 м/с) |
| Толкание ядра                       | Михал Харатык Польша                                                        | 21,34 м            | Леонардо Фаббри Италия                                               | 20,77 м            | Скотт Линкольн Великобритания                                                     | 20,00 м            |
| Метание диска                       | Лоуренс Окойе Великобритания                                                | 64,22 м            | Роберт Урбанек Польша                                                | 62,57 м            | Давид Вробель Германия                                                            | 61,52 м            |
| Метание молота                      | Павел Файдек Польша                                                         | 82,98 м CR         | Хавьер Сьенфуэгос Испания                                            | 77,11 м            | Кантен Биго Франция                                                               | 76,75 м            |
| Метание копья                       | Йоханнес Феттер Германия                                                    | 96,29 м CR         | Марцин Круковский Польша                                             | 85,12 м            | Одей Хайнага Испания                                                              | 84,80 м NR         |
| Эстафета 4×100 м                    | Германия · Лукас Анса-Пепра · Оуэн Анса · Нильс Торбен Гизе · Марвин Шульте | 38,73              | Испания · Арнау Монне · Поль Ретамаль · Хесус Гомес · Серхио Лопес   | 39,07              | Франция · Марвин Рене · Райан Зезе · Микаэль-Меба Зезе · Амори Голитен            | 39,12              |
| Эстафета 4×400 м                    | Италия · Давиде Ре · Алессандро Сибилио · Эдоардо Скотти · Владимир Ачети   | 3.02,64            | Испания · Самуэль Гарсия · Лукас Буа · Мануэль Гихарро · Бернат Эрта | 3.03,10            | Польша · Виктор Сувара · Каетан Душиньский · Патрик Гжегожевич · Кароль Залевский | 3.03,43            |

### Сильнейшие в отдельных видах — женщины
| Дисциплина                          | 1-е место                                                                                      | 1-е место          | 2-е место                                                                             | 2-е место          | 3-е место                                                                      | 3-е место          |
| ----------------------------------- | ---------------------------------------------------------------------------------------------- | ------------------ | ------------------------------------------------------------------------------------- | ------------------ | ------------------------------------------------------------------------------ | ------------------ |
| 100 м (ветер: +1,3 м/с)             | Пиа Скшишовская Польша                                                                         | 11,25              | Лиза Майер Германия                                                                   | 11,27              | Имани-Лара Лансиквот Великобритания                                            | 11,27              |
| 200 м (ветер: +0,6 м/с)             | Бет Доббин Великобритания                                                                      | 22,78              | Далия Каддари Италия                                                                  | 22,89              | Ребекка Хазе Германия                                                          | 23,00              |
| 400 м                               | Наталья Качмарек Польша                                                                        | 51,36              | Аури Лорена Бокеса Испания                                                            | 52,22              | Коринна Шваб Германия                                                          | 52,72              |
| 800 м                               | Элли Бейкер Великобритания                                                                     | 2.00,95            | Елена Белло Италия                                                                    | 2.02,06            | Ангелика Сарна Польша                                                          | 2.02,54            |
| 1500 м                              | Гайя Саббатини Италия                                                                          | 4.14,87            | Саломе Афонсу Португалия                                                              | 4.15,08            | Марта Перес Испания                                                            | 4.15,24            |
| 3000 м                              | Риви Уолкотт-Нолан Великобритания                                                              | 9.13,36            | Люсия Родригес Испания                                                                | 9.14,45            | Вера Кутейе Германия                                                           | 9.15,27            |
| 5000 м                              | Надя Баттоклетти Италия                                                                        | 15.46,95           | Бланка Фернандес Испания                                                              | 15.51,44           | Дениз Кребс Германия                                                           | 15.53,09           |
| 3000 м с препятствиями              | Алиция Конечек Польша                                                                          | 9.35,63            | Элена Буркард Германия                                                                | 9.36,04            | Ирен Санчес-Эскрибано Испания                                                  | 9.41,44            |
| 100 м с барьерами (ветер: −0,1 м/с) | Пиа Скшишовская Польша                                                                         | 12,99              | Луминоза Больоло Италия                                                               | 13,05              | Тереза Эррандонеа Испания                                                      | 13,24              |
| 400 м с барьерами                   | Лина Нильсен Великобритания                                                                    | 55,59              | Каролина Крафцик Германия                                                             | 55,71              | Линда Оливьери Италия                                                          | 56,17              |
| Прыжок в высоту                     | Камила Лицвинко Польша                                                                         | 1,94 м             | Алессия Трост Италия                                                                  | 1,91 м             | Эмили Бортвик Великобритания                                                   | 1,88 м             |
| Прыжок с шестом                     | Роберта Бруни Италия                                                                           | 4,45 м             | Мален Руис де Асуа Испания                                                            | 4,35 м             | Молли Кодери Великобритания                                                    | 4,35 м             |
| Прыжок в длину                      | Мариз Луцоло Германия                                                                          | 6,61 м (−0,7 м/с)  | Магдалена Жебровская Польша                                                           | 6,55 м (+0,2 м/с)  | Мария Висенте Испания                                                          | 6,42 м (−0,6 м/с)  |
| Тройной прыжок                      | Руги Диалло Франция                                                                            | 14,12 м (+0,5 м/с) | Наоми Огбета Великобритания                                                           | 14,01 м (−0,5 м/с) | Адрианна Шустак Польша                                                         | 13,96 м (−0,2 м/с) |
| Толкание ядра                       | Сара Гамбетта Германия                                                                         | 18,75 м            | Ориоль Донгмо Португалия                                                              | 18,74 м            | Клаудия Кардаш Польша                                                          | 18,17 м            |
| Метание диска                       | Лилиана Са Португалия                                                                          | 61,36 м            | Марике Штайнаккер Германия                                                            | 59,29 м            | Кирсти Лоу Великобритания                                                      | 58,13 м            |
| Метание молота                      | Александра Тавернье Франция                                                                    | 75,06 м            | Мальвина Копрон Польша                                                                | 73,18 м            | Сара Фантини Италия                                                            | 70,31 м            |
| Метание копья                       | Кристин Хуссонг Германия                                                                       | 69,19 м CR         | Жона Эгуй Франция                                                                     | 56,59 м            | Фрейя Джонс Великобритания                                                     | 54,68 м            |
| Эстафета 4×100 м                    | Великобритания · Бет Доббин · Имани-Лара Лансиквот · Бьянка Уильямс · Дезири Хенри             | 43,36              | Польша · Марика Попович-Драпала · Клаудия Адамек · Катажина Сокульская · Марлена Голя | 43,83              | Франция · Виде Атату · Орланн Омбисса-Дзанге · Маруся Паре · Ева Берже         | 43,91              |
| Эстафета 4×400 м                    | Польша · Малгожата Холуб-Ковалик · Корнелия Лесевич · Юстина Свенти-Эрсетиц · Наталья Качмарек | 3.26,37            | Великобритания · Амарачи Пайпи · Ханна Уильямс · Ясмин Ливерпул · Лина Нильсен        | 3.27,16            | Италия · Аличе Манджоне · Элеонора Маркьяндо · Петра Нарделли · Рафаэла Лукудо | 3.29,05            |

## Первая лига
Соревнования в Первой лиге прошли 19—20 июня 2021 года в городе Клуж-Напока (Румыния). В связи с реорганизацией турнира в 2023 году, в Первый (высший) дивизион вышли первые 9 команд. Оставшиеся 3 команды получили место в новообразованном Втором дивизионе. Сборная Ирландии не прислала команду в Клуж-Напоку, поэтому была отправлена в Третий дивизион.
| Место | Команда    | Очки  |
| ----- | ---------- | ----- |
| 1     | Чехия      | 320,5 |
| 2     | Беларусь   | 310   |
| 3     | Нидерланды | 300   |
| 4     | Швейцария  | 279   |
| 5     | Турция     | 269   |
| 6     | Финляндия  | 265   |
| 7     | Швеция     | 264,5 |
| 8     | Греция     | 248   |
| 9     | Бельгия    | 244   |
| 10    | Норвегия   | 243   |
| 11    | Румыния    | 207   |
| 12    | Эстония    | 159   |

## Вторая лига
Соревнования во Второй лиге прошли 19—20 июня 2021 года в городе Стара-Загора (Болгария). В связи с реорганизацией турнира в 2023 году, в новообразованный Второй дивизион вышли все участвующие команды. Сборная Австрии не прислала команду в Стару-Загору, поэтому была отправлена в Третий дивизион.
| Место | Команда  | Очки  |
| ----- | -------- | ----- |
| 1     | Венгрия  | 255   |
| 2     | Дания    | 245,5 |
| 3     | Словения | 233   |
| 4     | Литва    | 203   |
| 5     | Болгария | 197   |
| 6     | Словакия | 187,5 |
| 7     | Латвия   | 177,5 |
| 8     | Хорватия | 174   |
| 9     | Исландия | 116,5 |

## Третья лига
Соревнования в Третьей лиге прошли 19—20 июня 2021 года в Лимасоле (Кипр). В связи с реорганизацией турнира в 2023 году, в новообразованный Второй дивизион вышли первые 4 команды.
| Место | Команда                                                            | Очки  |
| ----- | ------------------------------------------------------------------ | ----- |
| 1     | Сербия                                                             | 571   |
| 2     | Кипр                                                               | 523   |
| 3     | Молдова                                                            | 470   |
| 4     | Люксембург                                                         | 466   |
| 5     | Босния и Герцеговина                                               | 442,5 |
| 6     | Мальта                                                             | 356,5 |
| 7     | Черногория                                                         | 320   |
| 8     | Грузия                                                             | 305   |
| 9     | Армения                                                            | 301   |
| 10    | Андорра                                                            | 275   |
| 11    | Северная Македония                                                 | 274   |
| 12    | Сан-Марино                                                         | 271,5 |
| 13    | Албания                                                            | 158   |
| 14    | Сборная малых государств Европы · Гибралтар · Лихтенштейн · Монако | 138,5 |
| 15    | Азербайджан                                                        | 83    |
| 16    | Республика Косово                                                  | 78    |